# Julius Goebel (Politiker)
Julius Hermann Goebel (* 23. Februar 1890 in Großalmerode; † 29. Oktober 1946 in Kornwestheim) war ein deutscher Unternehmer, Kommunalpolitiker sowie Abgeordneter des Provinziallandtags der Provinz Hessen-Nassau.

## Leben
Julius Hermann Goebel war ein Sohn des Schreinermeisters Heinrich Hermann Goebel und dessen Ehefrau Auguste Gertrude Goebel geb. Kemmner. Nach seiner Schulausbildung erlernte er den Beruf des Küfers, betrieb eine Kistenfabrik und war politisch aktiv. Zum 1. Februar 1930 trat er in die NSDAP ein (Mitgliedsnummer 201.158) und wurde Mitglied im Stadtrat seines Heimatorts. Später war er Kreisleiter der NSDAP im Landkreis Witzenhausen. 1933 erhielt er ein Mandat für den Kurhessischen Kommunallandtag des Regierungsbezirks Kassel, aus dessen Mitte er zum Abgeordneten des Provinziallandtags der Provinz Hessen-Nassau bestimmt wurde. 1934 wurde er zum Bürgermeister der Stadt Hessisch Lichtenau gewählt.